# Лъв I Охридски
Лъв I (на гръцки: Λέων Α', Леон) е византийски духовник и богослов, първият охридски архиепископ (1037 – 1056) от ромейски произход.

## Биография
Лъв е роден в Пафлагония. Преди да заеме архиепископския трон в Охрид дълги години е хартофилакс на Вселенската патриаршия в Константинопол. Заема охридската катедра след смъртта на Йоан Дебърски около 1037 година, вероятно с помощта на император Михаил IV, който също произхожда от Пафлагония.
Като охридски архиепископ Лъв възобновява и разширява катедралната църква „Света София“, според сведение в т. нар. Дюканжов списък.
Той взима дейно участие в богословските спорове със Западната църква. Според някои изследователи негово полемично послание до Йоан, епископ на Трани в Апулия, в което осъжда догми и практики на Западната църква, поставя началото на събитията, довели до Великата схизма.
Предполага се, че умира през 1056 година.
Автор е на съчинение с аскетическо-нравствено съдържание.